# Leandro Macedo
Leandro Corrieri de Macedo (Porto Alegre, 18 maart 1968), bijgenaamd Zen, is een professioneel Braziliaanse triatleet uit Brasilia. Hij is meervoudig Braziliaans kampioen.
Macedo deed in 2000 mee aan de eerste triatlon op de Olympische Zomerspelen van Sydney. Hij behaalde een 14e plaats in een tijd van 1:49.50,69. Vier jaar later, op de Olympische Spelen van Athene, deed hij opnieuw mee. Hij werd 31e in 1:57.39,36.
Hij is aangesloten bij Porto Allegre. In 1996 is hij getrouwd en hij heeft een zoon genaamd Victor.

## Titels
- Braziliaans triatlon kampioen: 1989 - 1996

## Prijzen
- ITU wereldbeker triatlon: 1991

## Palmares

### triatlon
- 1991: 5e WK olympische afstand in Gold Coast - 1:49.34
- 1992: 17e WK olympische afstand in Huntsville - 1:51.17
- 1993: 22e WK olympische afstand in Manchester - 1:56.27
- 1994: 22e WK olympische afstand in Wellington - 1:56.03
- 1995:  Pan-Amerikaanse Spelen in Mar del Plata - 1:51.14
- 1995: 24e WK olympische afstand in Cancún - 1:52.30
- 1996:  WK olympische afstand in Cleveland - 1:41.00
- 1997: 19e Ironman Hawaï - 9:04.03
- 1998: 49e WK olympische afstand in Lausanne - 2:02.35
- 1999: 9e Pan-Amerikaanse Spelen in Winnipeg - 1:50.25
- 1999:  Zuid-Amerikaans kampioenschap
- 2000: 14e Olympische Spelen in Sydney - 1:49.50,69
- 2002:  Zuid-Amerikaanse Spelen
- 2002: 52e WK olympische afstand in Cancún - 1:58.15
- 2003: DNF WK olympische afstand in Queenstown
- 2003: 9e Pan-Amerikaanse Spelen in Santo Domingo - 1:54.55
- 2004: 53e WK olympische afstand in Funchal - 1:46.57
- 2004: 31e Olympische Spelen in Athene - 1:57.39,36

### aquatlon
- 2001: 7e WK in Edmonton
- 2002: 51e WK in Cancún
- 2003: 6e WK in Queenstown